# New England Trail
Le New England Trail est un sentier de randonnée américain qui traverse le Connecticut et le Massachusetts entre Guilford au sud et Royalston au nord. Il est classé National Scenic Trail depuis le 30 mars 2009.